# Serua (tỉnh)
Serua là một trong 14 tỉnh của Fiji. Diện tích của tỉnh là 830 km², tỉnh nằm ở khu vực cực nam của đảo Viti Levu, và là một trong 8 tỉnh trên đảo này. Dân số của tỉnh là 18.249 theo thống kê năm 2007. Hải cảng, khu du lịch và trung tâm thương mại của Fiji đều tập trung tại Serua.